# 清州教育大学校
清州教育大学校（チョンジュきょういくだいがっこう、朝鮮語: 청주교육대학교、英語: Cheongju National University of Education）は、大韓民国の忠清北道清州市西原区にある国立大学。

## 歴史
清州教育大学校は1941年に設置された清州師範学校が始まり。1962年2月、2年制の国立清州教育大学となる。初代学長には金永起が就任した。1984年、4年制に改編され、1993年、名称が清州教育大学校となる。1995年、大学院が設置される。

## 学部
- 倫理学教育科
- 国語教育科
- 社会科教育科
- 数学教育科
- 科学教育科
- 体育教育科
- 音楽教育科
- 美術教育科
- 実科教育科
- 初等教育科
- 英語教育科
- コンピュータ教育科

## 大学院
- 教育大学院

## 付属機関
- 清州教育大学教育研修院
- 清州教育大学生涯教育院
- 清州教育大学附設小学校